# Antoni Krzycki
Antoni Krzycki herbu Kotwicz (zm. 24 września 1772 roku) – kasztelan krzywiński w latach 1765–1772, podstoli poznański w latach 1761–1765.
Był posłem na sejm konwokacyjny (1764) z województwa poznańskiego. Jako poseł województwa poznańskiego na sejm elekcyjny 1764 roku był elektorem  Stanisława Augusta Poniatowskiego z województwa poznańskiego.